# Французские Южные и Антарктические территории
Францу́зские Ю́жные и Антаркти́ческие террито́рии, сокращённо ФЮАТ, Францу́зские Ю́жные террито́рии, Францу́зские Австра́льные и Антаркти́ческие зе́мли (фр. Terres australes et antarctiques françaises, сокращённо TAAF, более официальное полное название Territoire des Terres australes et antarctiques françaises) — заморское особое административно-территориальное образование Франции.

## География
Острова Сен-Поль и Амстердам (архипелаг Амстердам), острова Крозе́ и архипелаг Кергеле́н находятся в южной части Индийского океана, а острова Эпа́рс находятся в его западной части недалеко от острова Мадагаскар. Земля Адели́, на которую претендует Франция, находится в Антарктиде.

### Архипелаг Амстердам
Архипелаг представляет собой два острова вулканического происхождения с прилегающими к ним скалами. Высшая точка архипелага находится на высоте 867 метров над уровнем моря (гора Див).
Несмотря на то, что острова расположены ближе к экватору, нежели к Южному полюсу, их часто относят к субантарктическим островам. Климат очень мягкий и ровный: температура самого холодного месяца (июль и август) — около 11 °С, самого тёплого (февраль) — 17,5 °C.
На островах много деревьев, хотя до открытия человеком там росла лишь трава и несколько видов кустарников. Животный мир представлен пингвинами, тюленями и морскими птицами; также есть коровы, завезённые сюда человеком.

### Острова Крозе
Архипелаг состоит из шести вулканических островов и небольшого количества окружающих их маленьких островков и скал. Расстояние от самого западного до самого восточного острова составляет более 100 километров. Наивысшая точка — гора Марион Дюфрен (1050 метров).
Острова Крозе не покрыты ледниками, но климат влажный и ветреный. Количество осадков составляет около 2000 миллиметров в год, преимущественно в виде дождя. Более 300 дней на островах идёт дождь. Более 100 дней в году среднедневная скорость ветра превышает 100 км/ч. Температура воздуха колеблется от −5 °С зимой до +18 °C летом. Среднемесячные температуры — от +2 °С до +11 °C.
На островах расположена большая популяция золотоволосых и королевских пингвинов. На острове также обитают тюлени, а из морских птиц наиболее распространены буревестники и альбатросы.

### Архипелаг Кергелен
Группа островов, состоящая из одного большого острова и около 300 маленьких островов и скал. Площадь всего архипелага составляет 7215 км². Главный остров под названием Гран-Тер имеет протяжённость с запада на восток около 150 километров, с севера на юг — 120 километров. Высочайшая точка острова и всего архипелага, гора Росс, имеет высоту 1850 метров.
Климат острова суровый, дождливый и ветреный. Часто ветра достигают скорости 150 км/ч, а иногда даже 200 км/ч. Температура самого холодного месяца (август) — −1…0 °С, самого тёплого (февраль) — +9 °C. На архипелаге не бывает ни больших морозов, ни сильной жары. Дневная температура выше +15 °C бывает весьма редко.
На архипелаге Кергелен находятся крупные колонии пингвинов, других морских птиц и тюленей — южных морских слонов. Обитают также популяции вторично одичавших кроликов и домашних кошек (были завезены людьми). В прошлом там разводили овец породы бизе, но в конце 2000 годов было принято решение об их полной эрадикации, так как они оказывали негативное воздействие на эндемические растения и почвы островов. Острова покрыты травой, на главном острове местами растёт стелющийся по земле из-за сильных ветров кустарник. Самое распространённое растение — кергеленская капуста. До Южного Полюса от острова Кергелен — 4445,2 км.

### Острова Эпарс
Острова Глорьёз, Жуан-ди-Нова, Бассас-да-Индия и Европа находятся в Мозамбикском проливе между Мозамбиком и Мадагаскаром. К востоку от Мадагаскара находится остров Тромлен. Их общая площадь — 44 км². Крупнейший остров — Европа (28 км²).
Климат островов Эпарс тропический. Они расположены на пути циклонов, движущихся с северо-востока, но, тем не менее, некоторые гористые острова блокируют движение облаков.
Растительный мир каждого острова уникален. Так, на острове Европа произрастают молочайные леса, на островах Глорьёз — мангровые леса, на островах Жуан-ди-Нова — уникальные кокосовые пальмы и казуарины, на острове Тромлен — травянистые растения и кустарники, а на островах Бассас-да-Индия растительность вообще отсутствует. Но, несмотря на небольшое количество видов растений, животный мир островов удивительно богат и разнообразен. В частности, подводная фауна представлена кораллами, образующими рифы, которые опоясывают каждый остров, и морскими черепахами, делающими кладки на побережьях островов Европа и Тромлен. Также на острове Европа есть колонии морских птиц, таких как фрегаты, олуши, розовые фламинго и крачки, причём последние обитают и на островах Жуан-ди-Нова и Глорьёз (самая большая колония тёмных крачек в Индийском океане). Наконец, на острове Европа есть дикие козы. Из насекомых можно выделить комаров.

### Земля Адели
Границы территории проходят по побережью Антарктиды между точками с координатами 66°12′ ю. ш. 136°11′ в. д. и 66°48′ ю. ш. 142°02′ в. д., от этих точек граница идёт вглубь континента на 2600 километров вплоть до Южного полюса. Общая длина береговой линии составляет около 350 километров. Образуемая территория занимает площадь свыше 432 000 км², которая почти полностью покрыта льдом.
Климат суровый, из-за сильных ветров часто бывают метели, температуры воздуха крайне низкие. На станции Дюмон-д’Юрвиль средняя летняя температура (январь, февраль) варьируется в пределах от −1 °C до +7 °C, а зимняя (июль, август) — от −15 °C до −20 °C (следует учитывать, что станция находится на побережье).
Особенно богата фауна региона птицами. Так, на Земле Адели обитают императорские и антарктические пингвины, пингвины Адели, южнополярные поморники, капские голубки, южные гигантские и снежные буревестники, серебристый (южный) глупыш. Млекопитающие представлены в основном тюленями (тюлень Уэдделла, тюлень-крабоед, морской леопард) и косатками.

## История
В 1774 году Франция объявила архипелаг Кергелен своим владением. То же самое произошло с островами Глорьёз 23 августа 1892 года. Затем, в октябре 1897 года, французскими стали острова Бассас-да-Индия, Европа и Жуан-ди-Нова. 21 ноября 1924 года острова Сен-Поль и Амстердам были включены в состав территорий Мадагаскара, но в 1955 году эти острова вновь отошли Франции; вместе с архипелагами Кергелен, Крозе́ и Землёй Адели́ они были объявлены заморским владением и приобрели административную и финансовую автономию. Закон от 21 февраля 2007 года включил острова Бассас-да-Индия, Европа, Глорьёз, Жуан-ди-Нова и Тромлен в состав Французских Южных и Антарктических территорий.

## Политическое устройство
С 6 августа 1955 года Французские Южные и Антарктические территории являются заморским административно-территориальным образованием Франции с особым статусом. Изначально территории управлялись из Парижа, но с 2000 года ФЮАТ управляются с Реюньона (город Сен‑Пьер), хотя территориально и не входят в его состав.
Во главе стои́т префект (на 30 ноября 2013 года — Паскаль Болот), которому подчиняются главы округов. Другой институт власти — Консультативный совет, который представлен главами различных управлений: технического, медицинского, административных и финансовых дел, сохранения природного наследия, международных дел, безопасности и др.

### Территориальные споры
Права Франции на Землю Адели не признаны международным сообществом: например, согласно договору об Антарктике 1959 года, эти территории могут использоваться только в целях проведения научных исследований и как площадка для международного сотрудничества.
Республика Мадагаскар оспаривает острова Бассас-да-Индия, Глорьёз, Европа и Жуан-ди-Нова, входящие в состав островов Эпарс — одного из административных округов Французских Южных и Антарктических территорий.

## Административное деление
В состав ФЮАТ входят пять административных округов:
| Округ                                                                        | Административный центр | Глава административной единицы             | Население, чел. | Население, чел. | Площадь, км² |
| Округ                                                                        | Административный центр | Глава административной единицы             | Зима            | Лето            | Площадь, км² |
| ---------------------------------------------------------------------------- | ---------------------- | ------------------------------------------ | --------------- | --------------- | ------------ |
| Острова Сен-Поль и Амстердам                                                 | Мартин-де-Вивье        | Эрик Морбо (фр. Eric Morbo)                | 25              | 45              | 61           |
| Острова Крозе                                                                | Альфред-Фор            | Серж Фустер (Serge Fuster)                 | 25              | 45              | 352          |
| Архипелаг Кергелен                                                           | Порт-о-Франсэ          | Кристиан Фрессиньяк (Christian Fressignac) | 70              | 110             | 7215         |
| Земля Адели                                                                  | Дюмон-д’Юрвиль         | Максим Эметти (Maxime Aimetti)             | 30              | 110             | 432 000      |
| Острова Эпарс                                                                | Сен‑Пьер               | Кристоф Жан (Christophe Jean)              | —               | —               | 38,6         |
| ФЮАТ                                                                         | Сен‑Пьер               | Паскаль Болот (Pascal Bolot)               | 150             | 310             | 439 781      |
| Источник: Organigramme des Terres australes et antarctiques francaises (фр.) |                        |                                            |                 |                 |              |

## Население
Территории никогда не имели коренного или постоянного населения (без учёта нескольких предпринятых в прошлом попыток колонизировать их), однако некоторые земли имеют непостоянное население: это французские учёные и военные. К примеру, в 2006 году в регионе пребывало около 600 человек, из них 400 — командированные учёные, а остальные 200 — военные. Вследствие тяжёлых климатических условий, летом (в декабре — феврале) численность населения выше, нежели зимой. Острова Эпарс не заселены вообще и заселению не подлежат.

## Экономика
В экономическом отношении эти территории ценны в первую очередь своими морскими исключительными экономическими зонами, на которых может вестись добыча полезных ископаемых (к примеру, гидрата метана), рыбы и крабов. Добыча морепродуктов иногда осуществляется судами, не имеющими на то прав, из-за чего во́ды патрулируются судами французских ВМС. Чаще всего ведётся промысел патагонского клыкача и лангустов. Морепродукты (рыба, ракообразные) составляют до 80 % экспорта.
Другой вид экономической активности — обслуживание метеорологических и геофизических станций. Кроме того, ФЮАТ с 1955 года выпускают собственные почтовые марки.
Валюта — Евро (EUR, код 978). Код ISO — TF
Суммарные доходы территории составляют около 16 миллионов евро в год. Французские Южные и Антарктические территории имеют национальный домен верхнего уровня — .tf.

## Транспорт
Море — единственное, что связывает ФЮАТ с внешним миром. На этих территориях нет ни аэропортов, ни аэродромов. Исключениями являются острова Европа, Глорьёз, Жуан-ди-Нова и Тромлен: они имеют примитивные ВПП, используемые только учёными. С 1980 года предпринимались попытки соорудить плавучий аэродром неподалёку от антарктической станции Дюмон-д’Юрвиль, но в 1996 эта идея была заброшена окончательно: расчёты показали, что затраты на его содержание будут слишком велики.
Место для административного центра островов Кергелен, Порт-о-Франсэ, сразу выбиралось с расчётом на то, что рядом будет расположена взлётно-посадочная полоса, но проект также не был реализован.
Французские Южные и Антарктические территории не имеют крупных портов — лишь небольшие якорные стоянки. Из-за отсутствия альтернатив населённые пункты и научно-технические станции снабжаются исследовательским судном «Марион Дюфрен II» (фр. Marion Dufresne 2e), которое базируется в Реюньоне. Антарктические же земли ФЮАТ обслуживает судно «Астролябия», базирующееся в городе Хобарт (Австралия).
На островах Кергелен, несмотря на отсутствие дорог, используются велосипеды и автомобили на гусеницах. Автопарк довольно скромен и состоит в основном из машин на гусеницах «Renault». Каждое транспортное средство в обязательном порядке регистрируется официально и получает номер, в котором первые две цифры указывают год ввода в эксплуатацию, а остальные четыре — последние четыре цифры серийного номера автомобиля.

## Туризм
C 1994 года ФЮАТ полностью открыты для посещения туристами. Добраться до островов Крозе, Кергелен и Амстердам можно на самолете или на борту судна «Марион Дюфрен II»: путешествие занимает около 28 дней, 12—14 из которых проходят в море (без учёта непредвиденных промежуточных остановок из-за плохих погодных условий). Первые туристы (около тридцати человек) добрались туда таким способом в 2009 году. Однако администрация ФЮАТ не организует доставку туристов на Землю Адели.
Доступ на собственных судах возможен, но строго регламентирован. Чтобы причалить, нужно предварительно получить разрешение у местного префекта. В некоторые зоны доступ открыт исключительно для научно-исследовательских миссий. Люди, не являющиеся гражданами Франции, должны иметь действующую визу.